# Seznam nizozemskih kiparjev
Seznam nizozemskih kiparjev.

## A
- Mari Andriessen
- Karel Appel

## B
- Nina Baanders-Kessler

## E
- Piet Esser

## F
- August Falise

## G
- Lotti van der Gaag
- Nikolaus Gerhaert
- Grinling Gibbons
- Marijke de Goey

## I
- Aart van den IJssel

## J
- Theo Jansen

## K
- Hendrick de Keyser
- Adelheid Kortekaas
- Huub Kortekaas
- Ruud Kuijer

## L
- Ego Leonard
- Ignatius van Logteren
- Jan van Logteren

## M
- Friedrich Wilhelm Mengelberg
- Jan van Munster

## P
- Eugène Peters

## Q
- Artus Quellinus star. (1609-1668) (flamsko-niz.)

## S
- Johan Gregor van der Schardt
- Claus Sluter

## V
- Gerrit van der Veen
- Adriaen de Vries

## W
- C. C. van Asch van Wijck
- Jan Wolkers
- Ad Wouters